# Emerson, Lake & Palmer (альбом)
Emerson, Lake & Palmer — дебютний альбом британського рок-гурту Emerson, Lake & Palmer, вийшов у світ у листопаді 1970 року. На платівці поєднуються цитати з класичної музики з експресією прогресивного року і віртуозним стилем гри трьох музикантів. Альбом відразу зробив гурт популярним, зайнявши 4-е місце в британських і 18-е місце в американських хіт-парадах.

## Огляд
Титульна композиція «The Barbarian» (англ. Варвар) — єдина, у написанні якої взяли участь усі члени гурту. Вона є обробкою фортепіанної п'єси Бели Бартока Allegro Barbaro (1911). Основою для «Take A Pebble» (англ. Візьми камінець) стала акустична балада Ґреґа Лейка. «Knife-Edge» (англ. Вістря ножа) базується на першій частині написаної у 1926 році Симфонієти Леоша Яначека, у середній частині цієї інструментальної композиції цитується алеманда з 1-ї французької сюїти Йогана Себастіана Баха ре-мінор (BWV 812). «Three Fates» (англ. Три мойри) — це три органних/фортепіанних соло Кіта Емерсона, присвячені богиням долі — Клото, Лахесіс і Атропі. «Tank» (англ. Танк) — це віртуозне барабанне соло Карла Палмера у супроводі синтезатора. Завершує альбом композиція Лейка «Lucky Man» (англ. Везунчик), якою на вимогу компанії звукозапису вирішили заповнити місце на платівці, що залишалося. Лейк написав цю баладу для акустичної гітари ще юнаком. Хоча вона не сподобалася Емерсонові і Палмеру, вони все ж погодилися її записати. В кінці композиції Емерсон виконує соло на синтезаторі Муґа, він був одним із першим музикантів, які ввели цей новаторський інструмент у рок-музику. Хоча Емерсон пізніше підкреслював, що імпровізація не відповідає його рівню, записана протягом 15 хвилин «Lucky Man» стала однією з найпопулярніших композицій гурту, а випущений у березні 1971 року синґл піднявся до 48-го місця в американських хіт-парадах.

## Список композицій
1. «The Barbarian» (Emerson, Lake, Palmer and Bartok) 4.27
2. «Take A Pebble» (Lake) 12.32
3. «Knife-Edge» (Emerson, Lake, Fraser and Janacek) 5.04
4. «The Three Fates» (Emerson) 7.46
  - «Clotho» (Royal Festival Hall Organ)
  - «Lachesis» (Piano Solo)
  - «Atropos» (Piano Trio)
5. «Tank» (Emerson & Palmer) 6.49
6. «Lucky Man» (Lake) 4.36

## Склад гурту
- Кіт Емерсон (Keith Emerson) — орган, синтезатор, фортепіано, челеста, клавішні, орган Гаммонда, синтезатор Муґа
- Ґреґ Лейк (Greg Lake) — акустична гітара, бас-гітара, електрогітара, вокал
- Карл Палмер (Carl Palmer) — перкусія, ударні

## Сертифікації
| Регіон                                             | Сертифікація | Продажі  |
| -------------------------------------------------- | ------------ | -------- |
| Велика Британія (BPI)                              | Золотий      | 100 000^ |
| США (RIAA)                                         | Золотий      | 500 000^ |
| ^відвантаження, що базуються лише на сертифікаціях |              |          |